# Prackenbach

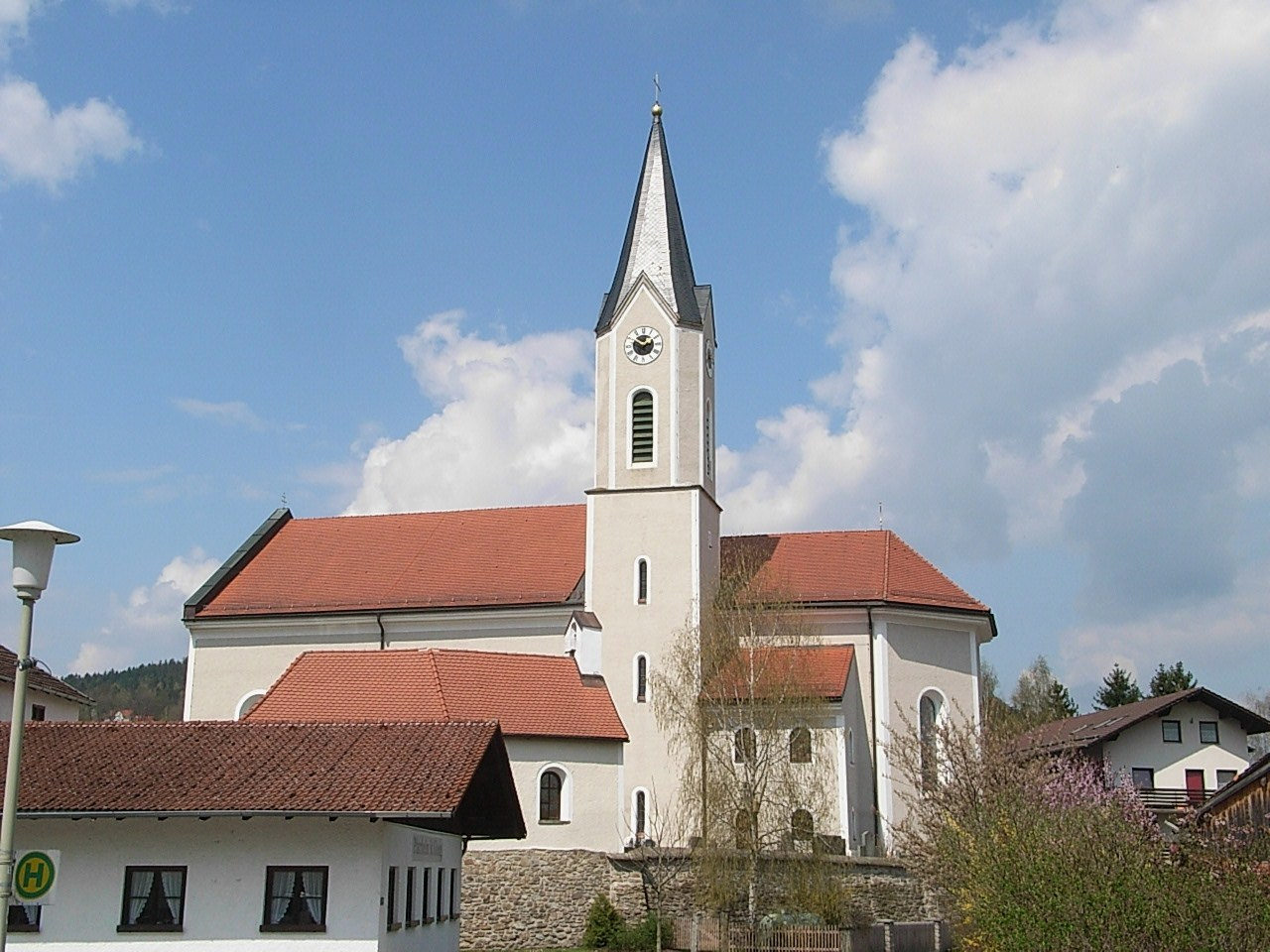
Die katholische Pfarrkirche St. Georg

Prackenbach ist eine Gemeinde im niederbayerischen Landkreis Regen.

## Geographie

### Geographische Lage
Prackenbach liegt in der Region Donau-Wald im Naturpark Bayerischer Wald direkt an der Bundesstraße 85 etwa 22 km südöstlich von Cham, 28 km nordwestlich der Kreisstadt Regen, fünf Kilometer nordwestlich von Viechtach sowie 27 km von der A 3, Ausfahrt Bogen, entfernt. Quer durch das Gemeindegebiet verläuft der teilweise mit markanten Felsen hervortretende Höhenzug des Pfahl (Naturschutzgebiet); den höchsten Punkt bei Prackenbach bildet die 850 m hohe Zeller Höhe.

### Gemeindegliederung
Es gibt 65 Gemeindeteile:
- Ahrain
- Altwies
- Anger
- Aurieden
- Bartlberg
- Berg
- Boxberg
- Dumpf
- Egern
- Egernhäusl
- Ehrenhof
- Engelsdorf
- Fichtental
- Frauenwies
- Geigenmühle
- Grub
- Hagengrub
- Heiligenwies
- Heilmberg
- Herzogsäge
- Hetzelsdorf
- Hinterhagengrub
- Hintermaulendorf
- Igleinsberg
- Kager
- Krailing
- Kreilstein
- Lehen
- Leuthen
- Lexanger
- Maierhof
- Meidengrub
- Mitterdorf
- Moosbach
- Moosbacherau
- Moosberg
- Neuhäusl
- Neumühle
- Obermühle
- Oberreisach
- Oberrubendorf
- Oberstein
- Ödland
- Prackenbach
- Rattersberg
- Ruhmannsdorf
- Schöpferhof
- Schwaben
- Schwabwies
- Schwarzendorf
- Steinhof
- Steinmühle
- Tafertshof
- Thannhof
- Tresdorf
- Unterreisach
- Unterrubendorf
- Viechtafell
- Voggenzell
- Vormühle
- Wiedenhof
- Wiedenmühle
- Zeitlau
- Zeitlhof
- Zell

Es gibt die Gemarkungen Moosbach, Prackenbach und Ruhmannsdorf.

## Geschichte

### Bis zur Gemeindegründung
Prackenbach wurde 1280 als Edelsitz urkundlich erwähnt. Die Familie Schälchl zu Krailing war im 15. und 16. Jahrhundert Inhaber der Hofmark mit Sitz im Ortsteil Krailing. Der Ort gehörte zum Rentamt Straubing und zum Landgericht Viechtach des Kurfürstentums Bayern. Im Zuge der Verwaltungsreformen im Königreich Bayern entstand mit dem Gemeindeedikt von 1818 die heutige Gemeinde.

### 21. Jahrhundert
Das ca. 600 Jahre alte, mittlerweile zu einer Wohn- und Geschäftsanlage umgebaute Gebäude der ehemaligen Brauerei wurde am Abend des 27. Dezember 2011 durch einen Brand vollständig zerstört, wodurch die 13 Bewohner obdachlos wurden.

### Eingemeindungen
Im Zuge der Gebietsreform in Bayern wurden am 1. Mai 1978 die Gemeinden Moosbach und Ruhmannsdorf eingegliedert.

### Einwohnerentwicklung
Zwischen 1988 und 2018 wuchs die Gemeinde von 2573 auf 2781 um 208 Einwohner bzw. um 8,1 %.
| Jahr | Einwohner |
| ---- | --------- |
| 1961 | 2263      |
| 1970 | 2353      |
| 1987 | 2476      |
| 2000 | 2729      |
| 2005 | 2708      |
| 2010 | 2707      |
| 2015 | 2676      |
| 2023 | 2770      |

## Politik

### Gemeinderat
Der Gemeinderat setzt sich seit der Kommunalwahl vom 15. März 2020 wie folgt zusammen:
- CSU: 3 Sitze (24,71 % der Stimmen)
- Freie Wähler: 4 Sitze (27,71 % der Stimmen)
- Freie Bürgerinitiative: 3 Sitze (18,72 % der Stimmen)
- FWG Ruhmannsdorf: 2 Sitze (13,92 % der Stimmen)
- FWG Moosbach-Prackenbach-Ruhmannsdorf: 2 Sitze (14,93 % der Stimmen)

### Bürgermeister
Erster Bürgermeister ist seit 2014 Andreas Eckl, der 2020 als einziger Kandidat mit 94,51 % der Stimmen wiedergewählt wurde.

### Wappen
| Wappen von Prackenbach | Blasonierung: „Unter blauem Wellenschildhaupt und über rotem Dreiberg, belegt mit einem von Blau und Silber in zwei Reihen gerauteten Balken, in Silber zwei voneinander abgekehrte rote Steinbockhörner.“ |
| Wappen von Prackenbach | Wappenbegründung: Die Steinbockhörner sind die Wappensymbole der Familie Schälchl zu Krailing, die im 15. und 16. Jahrhundert als Inhaber von Hofmark und Sitz Krailing genannt werden. Das Wappen steht stellvertretend für die Adelsfamilien, die im Gemeindegebiet als Hofmarksherren in Krailing oder Moosbach nachweisbar sind. Inhaber der Hofmark war Herzog Albrecht III. von Bayern. Der gerautete Balken erinnert daher sowohl an das Wappen der Nußberger als auch an die von den Grafen von Bogen übernommenen Rauten der Wittelsbacher. Der Dreiberg symbolisiert die Lage des Gemeindegebietes am Pfahl im Bayerischen Wald, das Wellenschildhaupt symbolisiert den Höllensteinstausee. |

## Wirtschaft und Infrastruktur

### Wirtschaft einschließlich Land- und Forstwirtschaft
Es gab 1998 nach der amtlichen Statistik im produzierenden Gewerbe 199 und im Bereich Handel und Verkehr keine sozialversicherungspflichtig Beschäftigte am Arbeitsort. In sonstigen Wirtschaftsbereichen waren am Arbeitsort 113 Personen sozialversicherungspflichtig beschäftigt. Sozialversicherungspflichtig Beschäftigte am Wohnort gab es insgesamt 894. Im verarbeitenden Gewerbe gab es einen Betrieb, im Bauhauptgewerbe sieben Betriebe. Zudem bestanden im Jahr 1999 165 landwirtschaftliche Betriebe mit einer landwirtschaftlich genutzten Fläche von 1713 ha, davon waren 1358 ha Dauergrünfläche.

### Bildung
Es gibt folgende Einrichtungen:
- Kindergarten St. Georg in Prackenbach für 14 Krippenkinder (1–3 Jahre) und 50 Kindergartenkinder (ab 3 Jahre)[7]
- Kindergarten St. Johannes in Moosbach für 14 Krippenkinder (1–3 Jahre) und 25 Kindergartenkinder (ab 3 Jahre)[8]
- Grundschule Prackenbach (5 hauptamtliche Lehrkräfte und 80 Schüler, Stand: Schuljahr 2023/24)[9]

## Persönlichkeiten
- Ferdinand Schedlbauer (1869–1952), Bürgermeister und Reichstagsabgeordneter
- Peer Raben (1940–2007), Filmkomponist, geboren in Viechtafell